# Onthophagus solivagus
Onthophagus solivagus är en skalbaggsart som beskrevs av Edgar von Harold 1886. Onthophagus solivagus ingår i släktet Onthophagus och familjen bladhorningar. Inga underarter finns listade i Catalogue of Life.